# Chiesa dei Santi Gioacchino e Anna alle Quattro Fontane
La chiesa dei Santi Gioacchino e Anna alle Quattro Fontane è una chiesa di Roma nel rione Monti, in via del Quirinale, a fianco della chiesa di San Carlo alle Quattro Fontane.
Fu edificata nel XVII secolo dai padri carmelitani riformati scalzi di Spagna, che acquistarono due case, l'una di un tale Orazio Terreni, l'altra del cardinale Conti, e vi costruirono la suddetta chiesa con breve di Papa Paolo V del 1611. I religiosi spagnoli vi rimasero fino all'occupazione francese di Roma del 1809, epoca in cui dovettero abbandonarla. Quando Carlo IV di Spagna e la sua consorte Maria Luisa vennero in Roma, comprarono la chiesa e il convento donandola alle religiose adoratrici perpetue del Santissimo Sacramento con ratifica di papa Pio VII. Nel 1839 queste passarono alla vicina (e oggi demolita) chiesa di Santa Maria Maddalena al Quirinale. La chiesa, con l'annessa casa, passò allora (1846) al collegio belga, a cui ancora oggi appartiene.
La chiesa, costruita dagli architetti Paolo Maruscelli e Alessandro Sbrenchio, ha una pianta a croce greca, con piccola cupola. Essa, oltre a quella degli zuavi pontifici di origine belga, ha ospitato la sepoltura del cardinal Gil Carrillo de Albornoz, il cui corpo fu poi riesumato e trasferito in Spagna e deposto nella chiesa dell'Incarnazione a Talavera.